# فيريرا (لاعب كرة قدم)
فيريرا (بالبرتغالية: Aldemir Ferreira‏) هو لاعب كرة قدم برازيلي، ولد في 31 ديسمبر 1997 في دورادوس في البرازيل. لعب مع غريميو بورتو أليغرينزي.

## وصلات خارجية
- فيريرا على موقع قاعدة بيانات كرة القدم.إي يو (الإنجليزية)
- فيريرا على موقع Soccerway.com (الإنجليزية)